# ناتسوکو یوکوساوا
ناتسوکو یوکوساوا (انگلیسی: Natsuko Yokosawa; ۲۰ ژوئیهٔ ۱۹۹۰ – ) بازیگر اهل ژاپن بود.